# Dichromodes paratacta
Dichromodes paratacta là một loài bướm đêm trong họ Geometridae.